# Norops lineatus
Norops lineatus är en ödleart som beskrevs av  Daudin 1802. Norops lineatus ingår i släktet Norops och familjen Polychrotidae. IUCN kategoriserar arten globalt som livskraftig. Inga underarter finns listade i Catalogue of Life.